# Oscar a la millor direcció de ball
L'Oscar a la millor direcció de ball (en anglès: Academy Awards for Best Dance Direction) fou un premi que atorgà l'Acadèmia de les Arts i les Ciències Cinematogràfiques entre els anys 1935 i 1937.

## Guanyadors i nominats

### Dècada del 1930
| Guanyador | Nominats | |
| 1935      | 1935 | 1935 |
| --------- | --- | --- |
|           | Dave Gould per Broadway Melody of 1936 ("I've Got a Feeling You're Fooling") i Folies Bergère de Paris ("Straw Hat") | - Hermes Pan per Barret de copa ("Top Hat") - Busby Berkeley per Gold Diggers of 1935 ("Lullaby of Broadway i The Words Are in My Heart") - Bobby Connolly per Broadway Hostess ("Playboy from Paree) i Go Into Your Dance ("Latin from Manhattan") - Sammy Lee per King of Burlesque ("Lovely Lady" i "Too Good to Be True") - LeRoy Prinz per All the King's Horses ("Viennese Waltz") i The Big Broadcast of 1936 ("It's the Animal in Me") - B. Zemach per She ("Hall of Kings") |
| 1936      | | |
|           | Seymour Felix per The Great Ziegfeld ("A Pretty Girl Is Like a Melody")                                              | - Hermes Pan per En ales de la dansa ("Bojangles of Harlem") - Busby Berkeley per Gold Diggers of 1937 ("Love and War") - Bobby Connolly per Cain and Mabel ("1000 Love Songs") - Dave Gould per Born to Dance ("Swingin' the Jinx Away") - Jack Haskell per One in a Million ("Skating Ensemble") - Russell Lewis per Dancing Pirate ("The Finale") |
| 1937      | | |
|           | Hermes Pan per Senyoreta en desgràcia ("Fun House")                                                                  | - Busby Berkeley per Varsity Show ("The Finale) - Bobby Connolly per Ready, Willing and Able ("Too Marvelous for Words") - Dave Gould per Un dia a les curses ("All God's Children Got Rhythm") - Sammy Lee per Ali Baba Goes to Town ("Swing Is Here to Stay") - Harry Losee per Thin Ice ("Prince Igor Suite") - LeRoy Prinz per Waikiki Wedding ("Luau") |